# 電子航空券

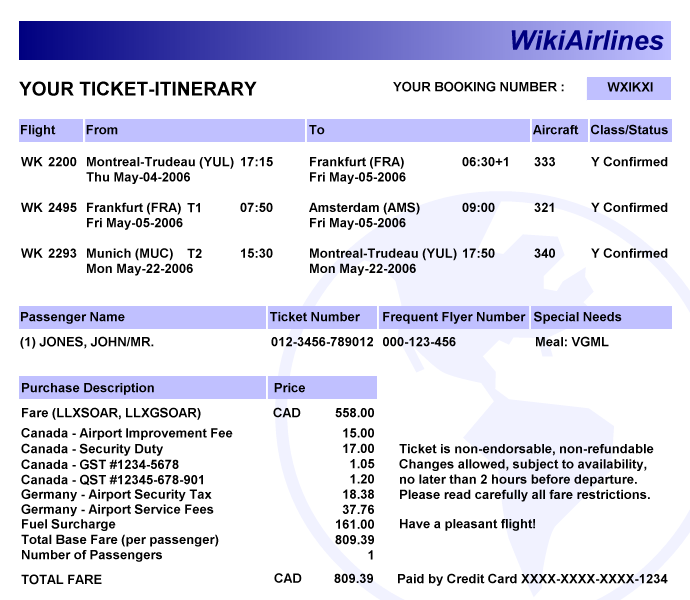
電子航空券控えの例

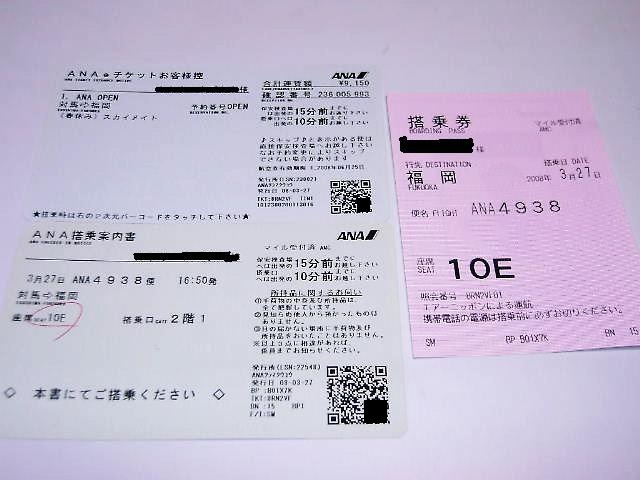
これらの搭乗控えが電子航空券だと誤解されることがあるが、実際の電子航空券はサーバ上のデータである。右下にQRコードが印字されており、これを端末に読み取らせて搭乗する。（全日本空輸国内線旧仕様）

電子航空券（でんしこうくうけん）は、航空券の形態の1つで、ウェブサイトまたは電話による旅客機の座席予約を電子的に記録したものである。航空券としてeチケットと呼ぶ場合は電子航空券のことを指す。日本ではチケットレスサービスと呼ぶこともある。電子航空券によって従来使用していた紙の航空券から急速に置き換わっており（普及率は10年間でほぼ0%からほぼ100%になった）、IATA加盟航空会社には2008年6月1日から電子航空券の利用が義務づけられている。

## 概要
電子航空券は、航空券に必要なデータを航空会社のコンピュータシステムに電磁的に記録したものであるため、紙の航空券は発行しない。旅客の手元に現物があることは必要ではないが、旅客側に記録が残らないと利便性が損なわれるため、また空港で航空会社が電磁的な記録を取り出すヒントとするため、航空券の代わりに「旅程表」「確認書」「お客様控え」などとよばれる（各社により呼び名が違う）用紙に印字して顧客に渡される。
中には用紙を使用せず、PDF・HTML・テキストファイル形式で電子メールの添付ファイルとして送付したり、ウェブサイト上で顧客に表示する航空会社もある。さらに本人確認ができれば、eチケットは取り出せるため、旅客が一切のデータを保持する必要すらなく、旅客のマイレージカード・ICカード・クレジットカードを用いたり（後述）、パスポートを用いて空港で搭乗券発券手続きをするケースもある。入国審査において、帰国用の航空券の提示を求められた場合、航空券の代わりに、上記「旅程表」を提示すればよく、殆どの国家で「航空券の代用」として認められている。
eチケットは、航空券の購入のために航空会社、旅行会社に出向く必要がない上、紛失や盗難の心配がないので顧客にとってもメリットが大きいが、それ以上に、航空会社にとって航空券用の紙が不要になるため経費の節減になるというメリットがある。旅行会社にとっても、有価証券である航空券の保管・管理という業務から解放されるメリットは大きい。
IATAでは、2007年中に国際線の航空券を完全に電子航空券化するという方針を発表していたが、一部航空会社で前述の期限までに電子航空券化への対応が間に合わないことが判明し、その後IATAは期限を2008年5月末まで延期した。紙の航空券がいまだ利用可能であった最後の数年間は、紙の航空券を選択する旅客に対して、航空会社が発券手数料を課すことが多かった（事情により「電子航空券での発券が不可能な場合」を除く）。
日本の国内線における、インターネット予約によるチケットレスサービスでは、予約番号が発行された後、予約番号を控えて指定コンビニエンスストアで運賃を支払って、空港のチェックインカウンターで搭乗券（ATB券）を受け取るか、クレジットカードで支払い、空港のチェックイン機にクレジットカードを挿入して、搭乗券（ATB券）を受け取る形を取る。最近では、一定の要件があるものの、インターネットでオンラインチェックイン手続きが完了したり、チェックイン手続き自体も不要になり、空港のチェックインカウンターに寄り搭乗券を受け取る必要もなくなっている。
JAL（JALマイレージバンク）のマイレージサービス会員は、日本国内線に限って、会員カードやおサイフケータイのRFIDで個人認証ができる（所有者は旅客本人とみなされる）ため、一切のデータを顧客に送ることなく、発券から搭乗券発行までの流れが完了する。搭乗の際には、搭乗券は使用せず、会員カードやおサイフケータイを使用する。またマイレージサービス会員以外も、パソコンからeチケット控えを印字するか、携帯電話に2次元バーコードを取得することによって、会員と同様のサービスを受けることが出来る。
かつてはANA（ANAマイレージクラブ）のマイレージサービス会員も同様に会員カードやおサイフケータイでの個人認証が可能だったが(SKiPサービス)、オンラインチェックインサービスへの変更に伴い、IC媒体での個人認証は廃止されており、会員･非会員問わずオンラインチェックイン、若しくは窓口でチェックインの上QRコード付きの搭乗券を取得する必要がある。

## eチケットをめぐるトラブル
旅行会社が航空券を発券した後に営業を停止した場合、航空券の卸売り会社が旅客の意思に反して航空券を払い戻し、旅客が空港でeチケット控えを提示しても、旅客機への搭乗を拒否されるというトラブルが発生したことがあった。再発防止策として国土交通省航空局は、eチケットの発券をもって航空運送契約が成立し、旅行者の了承なしに解約や払い戻し処理をおこなうことはできないとする通達を出した。